# Cultura de Santo Tomé y Príncipe

## Arte

### Artes plásticas
Pintores como Nezo, Ismael Sequeiro y Protasio Pina han logrado reconocimiento internacional a través de la representación de la vida cotidiana de las islas.

### Música
Los nativos de la isla de Santo Tomé son conocidos por los ritmos ússua y socopé, mientras que el ritmo principal de Príncipe es el déxa beat. 
La influencia básica de estos ritmos surge de los salones de baile portugueses, que se extiende a todas las danzas asociadas. 
En la música tradicional, se destacan la fiesta del Tchiloli y el danço-congo, en ambos casos combinaciones de música, baile y teatro. 
Los padrinos de la música popular en Santo Tomé fueron la banda Leoninos, fundada en 1959 por Quintero Aguiar. El grupo fue un reconocido portavoz del pueblo de Santo Tomé y príncipe, considerados campeones de su cultura. Leoninos fue censurada por las radios portuguesas después del lanzamiento de ·"Ngandu", que criticaba al colonialismo lusitano. 
Leoninos se disolvió en 1965, pero fueron seguidos por Os Untués, liderados por Leonel Aguiar, quien agregó influencias de la música americana, argentina, cubana y congoleña, e introdujo además la guitarra eléctrica y otras innovaciones. 
La música popular de las islas comenzó a diversificarse con bandas como Quibanzas y África negra. Contra estos grupos se desarrolló la tendencia de Mindelo, que fusionó los ritmos de Santo Tomé con el estilo angoleño llamado "rebita", creando la forma "puxa". 
A fines del Siglo XX, escritores de canciones como Zarco y Manjelegua encontraron una audiencia doméstica a través de músicos de Santo Tomé como Juka y Açoreano.

### Literatura
Escritores de Santo Tomé y Príncipe:
- Olinda Beja (1946– )
- Sara Pinto Coelho (1913–1990)
- Conceição Lima (1962– )
- Caetano da Costa Alegre (1864–1890)
- M. Manuela Margarido (1925-2007)
- Alda do Espírito Santo (1926– )
- Mario Domingues (1899– )
- José Francisco Tenreiro (1921–1963)

## Ciencia
Este país aparece asociado a diversos acontecimientos científicos de relieve internacional:
- En 1914, en la isla de Príncipe, después de una rigurosa investigación en la que se utilizaron métodos inéditos, fue exterminada por primera vez la "Enfermedad del Sueño" (Tripanosomiasis africana)

- El 19 de mayo de 1919, en la misma isla un equipo de astrónomos de Cambridge realizan observaciones de un Eclipse solar que permiten verificar la veracidad de la Teoría de la Relatividad de (Albert Einstein)

## Folclore

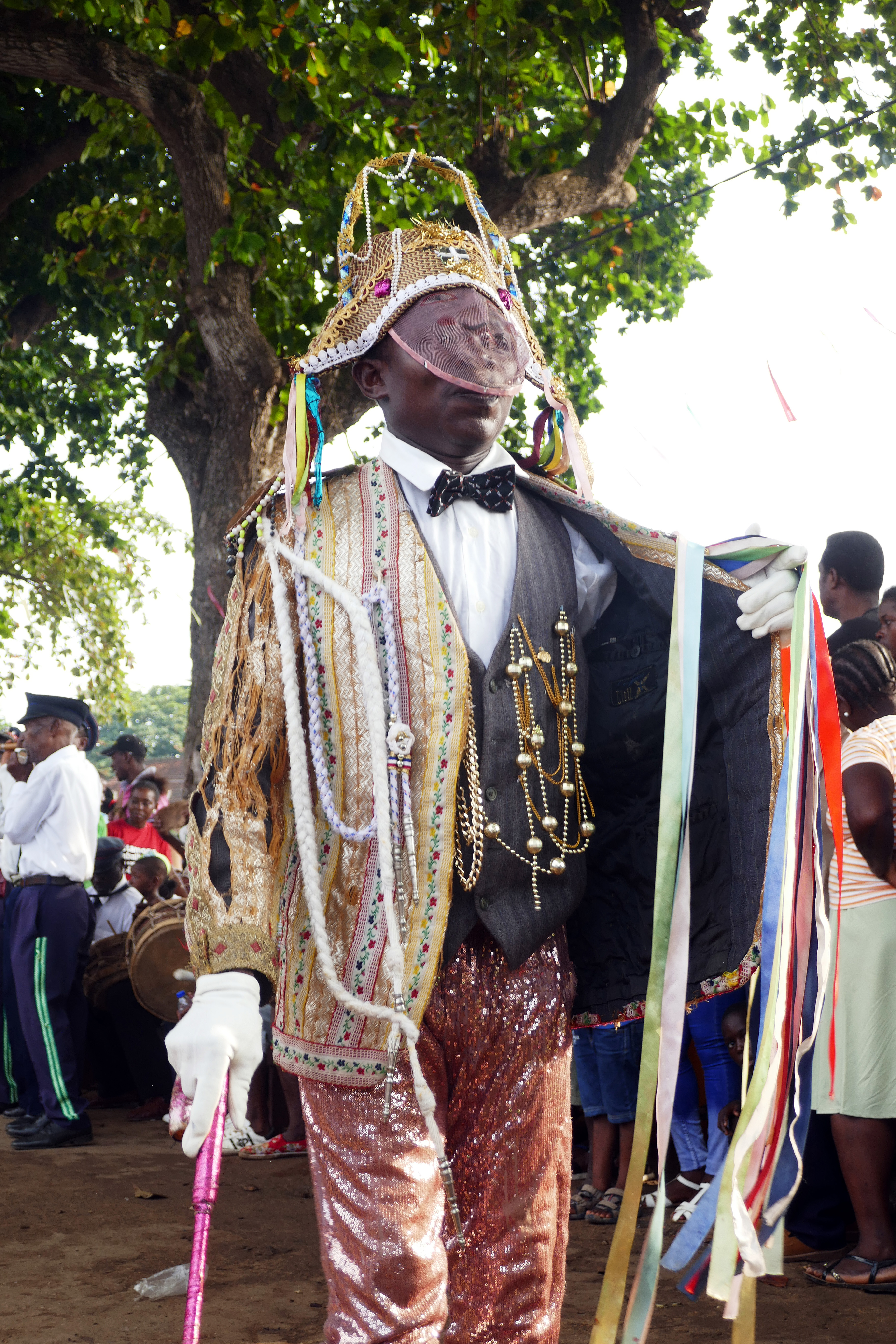
Tchiloli en Santo Tomé.

En el folclore santomense es de destacar la supervivencia de dos fiestas renacentistas (XVI):
- "La tragedia del marqués de Mantua y del príncipe D.Carlomagno", llamada localmente "Tchiloli"
- "San Lorenzo", representada el día del santo, que es idéntica a la "Fiesta de Floripes", que hasta el día de hoy es representada en la aldea de las Nieves, cerca de Viana do Castelo.

Se ha editado un libro, "Floripes Negra", en el que Augusto Baptista, ensayista y fotógrafo, hace un relevamiento sobre los orígenes de la Fiesta de Floripes, y su herencia portuguesa.

## Deporte
- Selección de fútbol de Santo Tomé y Príncipe
- Carla Sacramento (descendente de santomenses)